# 近藤清
近藤 清（こんどう きよし、1920年 - 1945年4月28日） は、日本の元アマチュア野球選手。早稲田大学野球部で外野手として活躍した人物である。岐阜県出身。

## 来歴・人物
岐阜明徳尋常高等小学校卒業。岐阜商業（現・岐阜県立岐阜商業高等学校）在学中には、甲子園に6回出場し、優勝1回（1936年夏。ちなみに同校初優勝でもあった）、準優勝2回（1938年夏、1939年春）、ベスト4・1回（1938年春）と活躍した。岐阜商時代は遊撃手で、当時のチームメイトに松井栄造、加藤三郎、加藤春雄、森田定雄、国枝利通、大島信雄等、後に大学野球やプロ野球でも活躍した選手が何人もいる。
1940年、早稲田大学商学部に入学。程なく東京六大学リーグ戦に出場し始め、3年次の1942年にはリーグ戦優勝に貢献した。1943年10月16日に行われた出陣学徒壮行早慶戦（最後の早慶戦と呼ばれる試合）では3番・左翼手として出場し、10-1の勝利に貢献した。
しかし、試合から5日後の学徒出陣に伴い、戦地に出征。その後、復学する事は適わず、1945年4月28日に神風特攻第二正統隊（草薙隊）員として、第二国分基地（鹿児島県）より特攻として出撃。沖縄近海で戦死した。享年24。出撃直前に姉に宛てた遺書には「姉上様、永い間、随分可愛がって戴いて本当に感謝して居ります。(中略)では、元気で往きます」とあった。
没後の2009年には、早稲田大学會津八一記念博物館にて、近藤にまつわる展覧会が開催された。また、東京ドーム内の野球殿堂博物館にある戦没野球人モニュメントに、彼の名前が刻まれている。